# Trevor Key
Trevor Key est un photographe et graphiste anglais, né le 10 juillet 1947 et mort le 6 décembre 1995.
Il est principalement connu pour son travail sur les pochettes d'albums et de singles musicaux entre les années 1970 et 1990. Son image la plus connue illustre l'album Tubular Bells de Mike Oldfield en 1973. Il a également signé des photographies pour les pochettes d'autres artistes britanniques : Phil Collins (tous ses albums de Face Value à Both Sides), Peter Gabriel (Don't Give Up, Sledgehammer, So), Jethro Tull (Under Wraps), Joy Division (Atmosphere, Substance), George Michael (A Different Corner), New Order (True Faith, Blue Monday, Technique), Orchestral Manoeuvres in the Dark (Organisation), Roxy Music (Take a Chance with Me), Sex Pistols (The Great Rock 'n' Roll Swindle, Flogging a Dead Horse), System 7 (777, Point 3 - Water Album, Point 3 - Fire Album) et Wham! (Wake Me Up Before You Go-Go, Music from the Edge of Heaven).